# Sagra (község)
Sagra község Spanyolországban, Alicante tartományban. Lakosainak száma 441 fő (2024). Sagra Pego, El Ràfol d’Almúnia és Tormos (Spanyolország) községekkel határos.

## Népesség
A település lakosságának változását az alábbi diagram mutatja:
| Lakosok száma | 406  | 422  | 464  | 444  | 454  | 408  | 414  | 408  | 427  | 441  |
|               | 2001 | 2004 | 2006 | 2009 | 2011 | 2014 | 2016 | 2019 | 2021 | 2024 |